# Mamadou Tounkara
Mamadou Tounkara (Blanes, 19 de janeiro de 1996) é um futebolista profissional espanhol que atua como atacante.

## Carreira

### Lazio
Mamadou Tounkara começou a carreira no Lazio. porém, com espaço foi sempre emprestado.

### Schaffhausen
Em 3 de Julho de 2018, chegou ao clube alemão Schaffhausen, por empréstimo da Lazio.